# Flateyjarbók

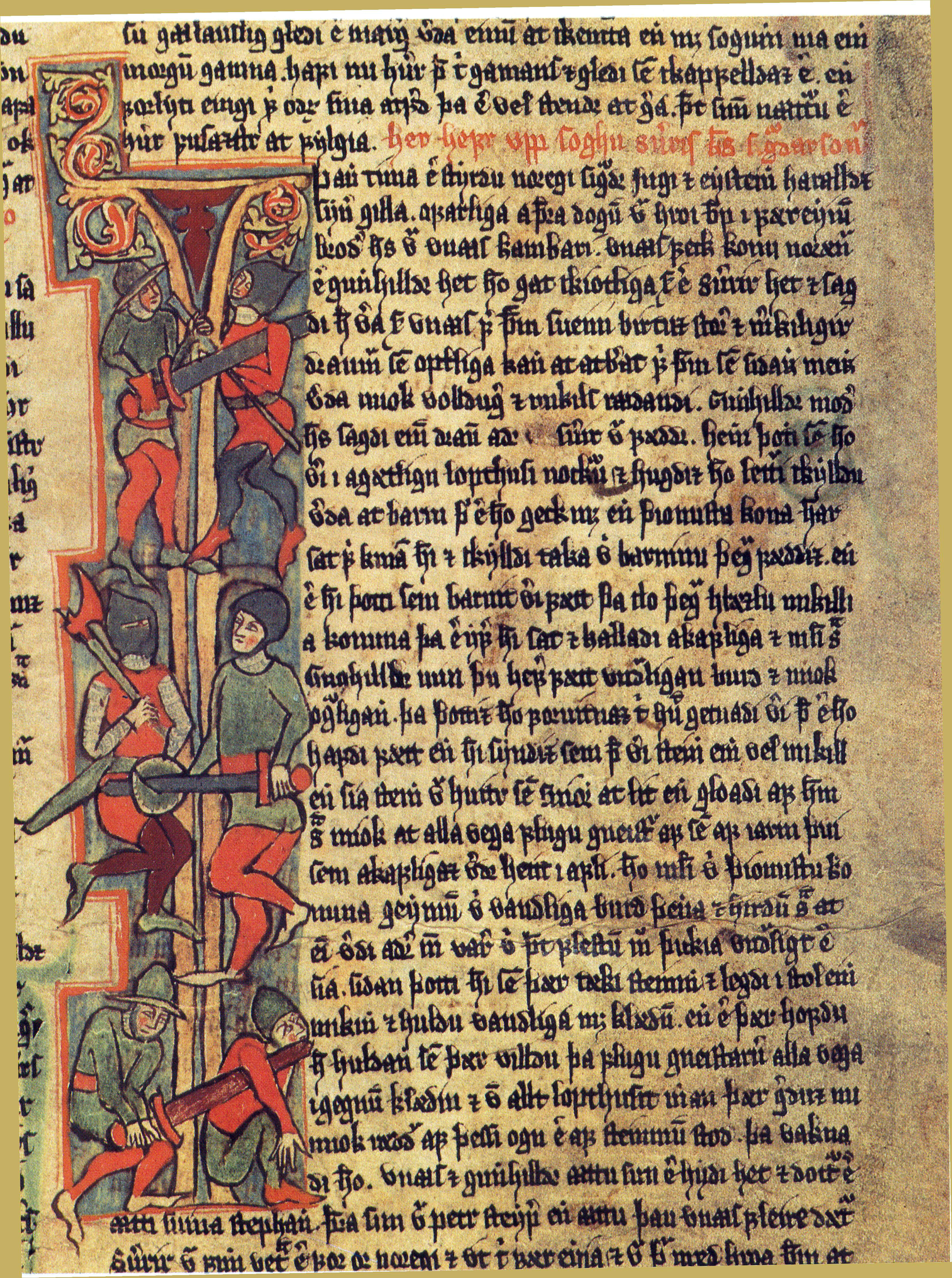
Initiale „I“ aus der Handschrift Flateyjarbók

Die Flateyjarbók ist die umfangreichste Handschriftensammlung der isländischen Frühzeit. Diese besteht aus insgesamt 225 Folioblättern, bei denen 202 Blätter aus der Zeit des 14. Jahrhunderts stammen und im 15. Jahrhundert 23 Blätter hinzugefügt wurden. Die Handschriftensammlung enthält einige Gedichte und etliche umfangreichere Prosatexte, darunter Heiligenlegenden (im Isländischen ebenfalls als Sagas bezeichnet), Königssagas und Isländersagas.

## Inhalt
Die Sammelhandschrift enthält folgende Texte:
- Geisli – ein religiöses Gedicht über König Olaf den Heiligen von Norwegen
- Ólafs ríma Haraldssonar – ein Gedicht über Olaf den Heiligen im Rímurstil – das älteste seiner Art.
- Hyndluljóð
- Einen kurzen Auszug aus der Gesta Hammaburgensis ecclesiae pontificum (Hamburgische Kirchengeschichte)
- Sigurðar þáttr slefu
- Hversu Noregr byggðist
- Genealogien der norwegischen Könige
- Eiríks saga viðförla
- Ólafs saga Tryggvasonar (Flateyjarbók), enthält:
  - Grœnlendinga saga
  - Færeyinga saga
  - Jómsvíkinga saga
  - Otto þáttr keisara
  - Fundinn Noregr
  - Orkneyinga þáttr
  - Albani þáttr ok Sunnifu
  - Íslands bygging
  - Þorsteins þáttr uxafóts
  - Sörla þáttr
  - Stefnis þáttr Þorgilssonar
  - Rögnvalds þáttr ok Rauðs
  - Hallfreðar þáttr vandræðaskálds
  - Kjartans þáttr Ólafssonar
  - Ögmundar þáttr dytts
  - Norna-Gests þáttr
  - Helga þáttr Þórissonar
  - Þorvalds þáttr tasalda
  - Sveins þáttr ok Finns
  - Rauðs þáttr hins ramma
  - Hrómundar þáttr halta
  - Þorsteins þáttr skelks
  - Þiðranda þáttr ok Þórhalls
  - Kristni þáttr
  - Eiríks þáttr rauða
  - Svaða þáttr ok Arnórs kerlingarnefs
  - Eindriða þáttr ilbreiðs
  - Orms þáttr Stórólfssonar
  - Hálfdanar þáttr svarta
  - Haralds þáttr hárfagra
  - Hauks þáttr hábrókar
- Óláfs saga helga, enthält:
  - Fóstbrœðra saga
  - Orkneyinga saga
  - Færeyinga saga
  - Nóregs konungatal
  - Haralds þáttr grenska
  - Ólafs þáttr Geirstaðaálfs
  - Styrbjarnar þáttr Svíakappa
  - Hróa þáttr heimska
  - Eymundar þáttr hrings
  - Tóka þáttr Tókasonar
  - Isleifs þáttr byskups
  - Eymundar þáttr af Skörum
  - Eindriða þáttr ok Erlings
  - Ásbjarnar þáttr Selsbana
  - Knúts þáttr hins ríka
  - Steins þáttr Skaptasonar
  - Rauðúlfs þáttr
  - Völsa þáttr
  - Brenna Adams byskups (Adam von Bremen)
- Sverris saga
- Hákonar saga Hákonarsonar
- Eine Ergänzung zu Ólafs saga helga von Styrmir Kárason
- Eine Saga von König Magnus I. und König Harald III. Hárdrada von Norwegen im Morkinskinnastil
- Hemings þáttr Áslákssonar
- Auðunar þáttr vestfirzka
- Sneglu-Halla þáttr
- Halldórs þáttr Snorrasonar
- Þorsteins þáttr forvitna
- Þorsteins þáttr tjaldstæðings
- Blóð-Egils þáttr
- Grœnlendinga þáttr (nicht zu verwechseln mit Grœnlendinga saga)
- Helga þáttr ok Úlfs
- Játvarðar saga helga – Saga von König Edward
- Flateyjarannálar

Die beiden Óláfs sagas enthalten eine ganze Reihe von Geschichten (Þáttr) wie die Hálfdanar þáttr svarta ok Haralds hárfagra und die Eymundar þáttr hrings, die nur in dieser Handschrift enthalten sind. Wenn zumindest ein Teil der kürzeren Texte wahrscheinlich schon in einer Sammelhandschrift vorlagen, so können doch bis zu 44 verschiedene Handschriften verwendet worden sein.

## Geschichte

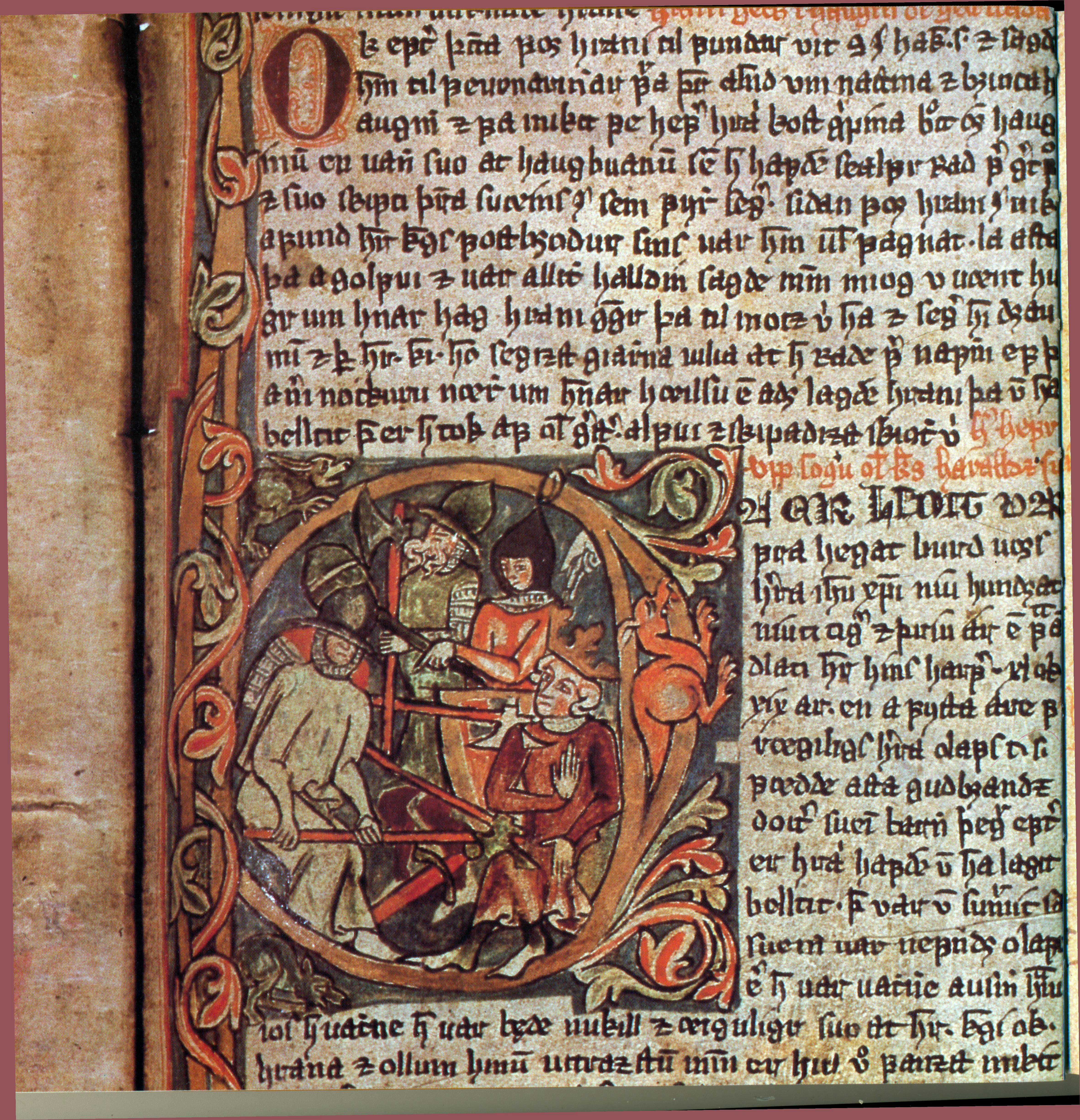
Beginn der „Óláfs saga hins helga“ mit der Darstellung seines Todes in Stiklestad

Die Flateyjarbók wurde zwischen 1387 und 1390 für Jón Hákonarson, einen reichen Bauern, gefertigt. Es wird vermutet, dass sie ursprünglich als Geschenk für König Olaf Hákonarson bestimmt war. Danach sollten nur die beiden Óláfs sagas enthalten sein, aber ausführlicher als in allen Vorlagen, indem aus den dem Verfasser zugänglichen Vorlagen Informationen zusammengestellt wurden. Außerdem soll die Eiríks saga viðförla übernommen worden sein.

### Verfasser
Geschrieben wurde sie möglicherweise im Reynistaðaklaustur im Skagafjörður oder in dessen Nähe, eventuell auch in Víðitalstunga im Bezirk Vestur-Húnavatnssýsla, einem Bauernhof, den der Großbauer Jón Hákonarson (1390 – zwischen 1398 und 1416) 1385 erworben hatte. Auch das Kloster Þingeyrar wird als möglicher Ort der Niederschrift genannt. Jedenfalls muss das Buch in oder in unmittelbarer Nähe zu einem Kloster mit umfangreicher Bibliothek entstanden sein.
Ein Verfasservermerk auf der Rückseite des ersten Blattes weist Jón Þórðarson als ersten Verfasser aus. Er schrieb „fra Eiríki viðførla ok Ólafssögurnar báðar“. Jón wird in einem Brief von 1384, der in Víðitalstunga verfasst wurde, als Zeuge erwähnt. 1394 verzeichnen die Annalen des Flateyarbók eine Rückkehr Jóns von Norwegen nach sechsjährigem Aufenthalt dort, woraus zu entnehmen ist, dass er 1388 nach Norwegen gereist ist.
Als König Olaf 1388 gestorben war, wurde die Arbeit zunächst unterbrochen. Das Übrige außer den 25 eingeschobenen Blättern schrieb 1389 auf Grund einer neuen Zielsetzung der Priester Magnús Þorhallsson. Er malte auch alle Illuminationen und Initialen. Magnús schrieb auch das Vorwort und die ersten 10 Spalten auf den drei dem Text vorangesetzen Bögen. Da in seinem Vorwort die Gefangennahme Albrechts III. von Mecklenburg erwähnt wird, kann er diese Bögen frühestens 1389 eingefügt haben.

### Spätere Ergänzung
Die im 15. Jahrhundert eingefügten Bögen enthalten die „Magnús saga hins goða“ (über Magnus den Guten und Harald III. Harðráða) sowie verschiedene Gedichte (Þættir). Sie müssen vor 1498 geschrieben sein, da ein Teil daraus in ein 1498 verfasstes anderes Werk übernommen worden ist. Die spätere Hinzufügung dieser Texte wird darauf zurückgeführt, dass sie der ursprüngliche Auftraggeber bereits in einer anderen Handschrift besaß, nicht aber der spätere Besitzer des 15. Jahrhunderts. Er wird mit dem Lehnsherr (Hirðstjóri) Þorleifur Björnsson (Amtszeit 1481–1484) identifiziert, der in Skarð á Skarðsströnd (Skarð am Skarðstrand im Landkreis Dalasýsla) lebte, aber 1480 nach dem Tod seiner Mutter die Insel Flatey (wörtlich: flache Insel) im Fjord Breiðafjörður im Nordwesten Islands erbte. Sein Enkel Jón Björnsson, dem Flatey gehörte, schenkte das Buch seinem Enkel Jón Finnson. An den eingeschobenen Blättern haben mehrere Schreiber gearbeitet mit unterschiedlicher Orthographie und anderen Illuminationen.

### Der Weg in die königliche Bibliothek Kopenhagen
Im Jahr 1651 verlangte der Bischof Brynjólfur Sveinsson von Skálholt mit Einverständnis des dänischen Königs Friedrich III. von Dänemark, Norwegen und Island, dass alle Bewohner Islands alte Manuskripte entweder im Original oder als Kopie an die Dänische Krone abführen sollten, entweder als Geschenk oder gegen einen Preis. Der damalige Besitzer des Buchs Jón Finnsson, wohnte auf Flatey. Daher der Name des Buchs Flateyjarbók = Buch von Flatey. Jón Finnsson zögerte anfangs das wertvolle Buch herauszugeben, weshalb er vom Bischof Brynjólfur Sveinsson persönlich aufgesucht wurde. Schließlich erklärte er sich bereit das Buch im Austausch gegen Land dem dänischen König zu übergeben.
1656 wurde das Buch nach Kopenhagen in die königliche Bibliothek „Det Kongelige Bibliotek“ überführt. Dort hatte es die Bezeichnung „Gl. kgl. sml. 1005 fol. I-II“. Im 18. Jahrhundert wurde die Handschrift in zwei große Bände gebunden. Sie wurde nur für wenige Jahre nach Norwegen an den Geschichtsschreiber Þormóður Torfason (1636–1719) ausgeliehen, der sie für seine 1711 erschienene Geschichte Norwegens benutzte. Er übersetzte die Flateyjarbók auf Dänisch. Diese Übersetzung befindet sich noch in Kopenhagen. Flateyarbók galt aber bald als größter Schatz der Bibliothek, so dass es aus Sicherheitsgründen nicht an die Weltausstellung 1893 in Chicago ausgeliehen wurde, obgleich die USA für den Transport das sicherste Kriegsschiff anboten.